# Mary Elise Hayden
Mary Elise Hayden (18 de abril de 1985) es una actriz estadounidense.

## Biografía
Hayden nació el 18 de abril de 1985 en West Palm Beach, Florida. Su madre era profesora en la universidad donde ella estudiaba; su padre es un banquero. 
Hayden ingresó en el teatro para jóvenes en Tallahassee a los siete años, porque quería hacerse actriz y para mejorar su voz.

## Filmografía

### Películas
- Kathy T Gives Good Hoover (2005) como Kathy T.
- Popstar (2005) como Bobette.
- Llamame tu líder (2006) como Sheila.
- Redline (2007) como Liz Athens.
- We Are the Mods (2009)
- Heart of Now (2010)
- Surrogate Valentine (2011)
- William & Kate (2011)

### Televisión
- 10 Things I Hate About You (2010)
- Ravenswood (2014)